# Los Guadalperales
Los Guadalperales est une localité espagnole située dans la commune d'Acedera, dans la province de Badajoz en Estrémadure. Elle compte près de 700 habitants en 2017.

## Géographie
Limitrophe de la province de Cáceres, Los Guadalperales se trouve entre le río Gargáligas et le canal d'Orellana. Elle est à 9 km d'Acedera par la route et à 35 km de Don Benito et Villanueva de la Serena.
La localité se rattache à la comarque Vegas Altas et au district judiciaire de Villanueva de la Serena comme l'ensemble de la commune d'Acedera.
Les localités voisines sont
Madrigalejo dans  la province de Cáceres,
Orellana la Vieja,
Vegas Altas dans la commune de Navalvillar de Pela,
Gargáligas dans la commune de Don Benito et
Valdivia dans celle de Villanueva de la Serena.
Essentiellement agricole, la localité produit du riz, du maïs, des céréales d'hiver et du tournesol, ainsi que des fruits et légumes tels que melon, tomate, poivron, poire, prune, etc.. Les melons de Los Guadalperales sont réputés pour leur douceur.
Des grues et d’autres oiseaux migrateurs passent une partie de l’automne et de l’hiver dans les champs irrigués[réf. souhaitée].

## Histoire
La fondation de Los Guadalperales date du plan Badajoz à la fin des années 1950. La majorité des colons viennent d’Orellana la Vieja. Les autres colons viennent non seulement de la région mais de toute l’Espagne.
Les parcelles irriguées conservent des noms tels que Pasarón, El Guadalperal, Mariamore, El Merino, qui désignaient les exploitations expropriées par le plan Badajoz et désormais disparues. C'est ainsi que, de nos jours, le noyau urbain de Los Guadalperales peut encore s’appeler « El Pasarón » du nom de l’ancienne ferme en ce lieu.
Le partage initial en lots de 5 ha de terres irriguées s’est rapidement avéré intenable face aux évolutions du marché et des techniques de culture du riz. La période de crise [Quand ?] a provoqué l’émigration d’une partie de la population vers les îles Baléares, Madrid ou la Catalogne [réf. souhaitée]. Au fil des années, la riziculture a reculé au profit de la culture des arbres fruitiers, culture qui demande plus de main d’œuvre (culture et soins des arbres, commercialisation des fruits, etc.) et qui procure par conséquent plus d'emplois[réf. souhaitée].
Los Guadalperales obtient en 1971 le statut d’entidad local menor (es). Ce statut lui confère une personnalité juridique propre au sein de la commune.

## Population
Avec 689 habitants en 2017[réf. souhaitée], Los Guadalperales concentre 80 % de la population et l’essentiel de l’activité économique de la commune d’Acedera, sans en être le chef-lieu.

## Points d'intérêt
- Los Guadalperales est connue pour sa fête du melon, organisée chaque année pendant le dernier week-end d’août. La journée de l’Estramadure suit en septembre. Le saint patron de la paroisse, saint Fulgence, est fêté en janvier tandis que celui des agriculteurs, saint Isidore, est fêté en mai[3].
- L’architecture témoigne de la fondation planifiée du village : bâtiments agricoles, bâtiments publics et habitations datant du milieu du XXe siècle, alignements, etc.[réf. souhaitée]
- À proximité de Los Guadalperales, on peut voir la route des marais, la vallée du río Gargáligas, la région de Vegas Altas, La Siberia (es) et les confins de la province de Cáceres.